# Mama Mia
«Mama Mia» — песня, записанная итальянской певицей In-Grid для её третьего студийного альбома Voilà!. Выпущена в качестве лид-сингла с альбома 24 июня 2005 года. Песня существует как во французском варианте, так и на спанглише.

## Список композиций
- «Mama Mia» (French Radio Edit) — 3:41
- «Mama Mia» (English Radio Edit) — 3:39
- «Mama Mia» (Instrumental Radio Edit) — 3:38
- «Mama Mia» (French Extended) — 5:16
- «Mama Mia» (English Extended) — 5:17
- «Mama Mia» (Extended Instrumental) — 5:17
- «Mama Mia» (Favretto Remix Edit French) — 6:07
- «Mama Mia» (Favretto Remix Edit English) — 6:07
- «Mama Mia» (Favretto Remix Extended French) — 8:43
- «Mama Mia» (Favretto Remix Extended English) — 8:46

## Чарты
| Чарт (2005)                 | Пиковая позиция |
| --------------------------- | --------------- |
| Германия (Media Control)    | 88              |
| Нидерланды (Single Top 100) | 52              |
| Россия (Top Radio Hits)     | 7               |